# ギマ
ギマ (銀馬、学名：Triacanthus biaculeatus)は、ギマ科に分類される魚類の1種。インド洋と西太平洋に分布する。

## 分類と名称
1786年にドイツの博物学者であるマルクス・エリエゼル・ブロッホによって Balistes biaculeatus として記載され、タイプ産地はインド洋とされた。1817年にローレンツ・オーケンは B. biaculeatus を新しい単型属 Triacanthus に分類したため、自動的にギマ属の基準種となっている。ギマ科はベニカワムキ科とともにベニカワムキ亜目に分類される。『Fishes of the World』第五版でもこの分類が支持されている。
属名は「tri- (3つの)」と「acanthus (棘)」を合わせたもので、長く丈夫な背鰭第一棘と、腹鰭の2つの大きな棘を示している。種小名は「2つの棘がある」という意味で、腹鰭の棘を示している。
別名はツノハゲ、ハリハゲなど。和名の由来は鱗が細かく手触りが麻などの布のようであることに因む説や、銀色の体を持ち顔が馬のようであるからという説がある。

## 形態
体は側扁した楕円形で、尾柄部は細長い。骨盤の下部には鱗があり、前部の幅は後部の幅とほぼ同じで、先端に向かって細くなってはいない。背鰭には6本の棘条があり、第1棘は第2棘の3-4倍長い。背鰭には21-26本の軟条があり、臀鰭には17-23本の軟条がある。鱗には低く窪んだ十字形の隆起がある。体の上部は銀色がかった青灰色で、下部は銀灰色である。背鰭棘条部の下には大きな斑点がある。片方の目からもう一方の目にかけて暗色の筋が入る。鰭膜は通常黄色がかっているが、背鰭棘条部では暗色から黒色である。最大全長は30cm。腹鰭の棘は非常に固く太いので、陸上でも立たせることが出来る。

## 分布と生態
ペルシャ湾、オマーン湾、アラビア海から東はオーストラリア北部、北は本州中部まで、インド洋と西太平洋に分布する。日本では房総半島以南の太平洋岸で見られる。水深60メートルより浅い海岸沿いの砂地や干潟、河口に生息し、底生の無脊椎動物を捕食する。幼魚は流れ藻に付くことが知られる。

## 人との関わり
市場では鮮魚として売られ、伝統的な漢方薬としても使われている。鋭い棘を持つ上に粘液を出すため、漁師には嫌われている。しかし東海地方などでは釣りのターゲットとして人気である。身には少しクセがあるが、カワハギ同様に肝は美味である。